# Dit hjerte er i fare Andresen
Dit hjerte er i fare Andresen er en dansk vise fra 1936, oprindelig sunget af Osvald Helmuth i Cirkusrevyen. Aage Stentoft skrev musikken og Poul Sørensen teksten.
Visen er bl.a. blevet indspillet af Jacob Haugaard og Bjarne Liller.